# Agoerodes simulans
Agoerodes simulans är en nattsländeart som beskrevs av Martin E. Mosely 1949. Agoerodes simulans ingår i släktet Agoerodes och familjen kantrörsnattsländor. Inga underarter finns listade i Catalogue of Life.